# Faiditus
Faiditus es un género de arañas de la familia Theridiidae, orden Araneae. Fue descrito por Eugen von Keyserling en 1884.

## Especies
- F. acuminatus (Keyserling, 1891)
- F. affinis (O. Pickard-Cambridge, 1880)
- F. alticeps (Keyserling, 1891)
- F. altus (Keyserling, 1891)
- F. amates (Exline & Levi, 1962)
- F. americanus (Taczanowski, 1874)
- F. amplifrons (O. Pickard-Cambridge, 1880)
- F. analiae (González & Carmen, 1996)
- F. arthuri (Exline & Levi, 1962)
- F. atopus (Chamberlin & Ivie, 1936)
- F. bryantae (Exline & Levi, 1962)
- F. cancellatus (Hentz, 1850)
- F. caronae (González & Carmen, 1996)
- F. caudatus (Taczanowski, 1874)
- F. chicaensis (González & Carmen, 1996)
- F. chickeringi (Exline & Levi, 1962)
- F. cochleaformus (Exline, 1945)
- F. convolutus (Exline & Levi, 1962)
- F. cordillera (Exline, 1945)
- F. cristinae (González & Carmen, 1996)
- F. cubensis (Exline & Levi, 1962)
- F. darlingtoni (Exline & Levi, 1962)
- F. davisi (Exline & Levi, 1962)
- F. dracus (Chamberlin & Ivie, 1936)
- F. duckensis (González & Carmen, 1996)
- F. ecaudatus Keyserling, 1884
- F. exiguus (Exline & Levi, 1962)
- F. fulvus (Exline & Levi, 1962)
- F. gapensis (Exline & Levi, 1962)
- F. gertschi (Exline & Levi, 1962)
- F. globosus (Keyserling, 1884)
- F. godmani (Exline & Levi, 1962)
- F. iguazuensis (González & Carmen, 1996)
- F. jamaicensis (Exline & Levi, 1962)
- F. laraensis (González & Carmen, 1996)
- F. leonensis (Exline & Levi, 1962)
- F. maculosus (O. Pickard-Cambridge, 1898)
- F. mariae (González & Carmen, 1996)
- F. morretensis (González & Carmen, 1996)
- F. nataliae (González & Carmen, 1996)
- F. peruensis (Exline & Levi, 1962)
- F. plaumanni (Exline & Levi, 1962)
- F. proboscifer (Exline, 1945)
- F. quasiobtusus (Exline & Levi, 1962)
- F. rossi (Exline & Levi, 1962)
- F. sicki (Exline & Levi, 1962)
- F. solidao (Levi, 1967)
- F. spinosus (Keyserling, 1884)
- F. striatus (Keyserling, 1891)
- F. subdolus (O. Pickard-Cambridge, 1898)
- F. subflavus (Exline & Levi, 1962)
- F. sullana (Exline, 1945)
- F. taeter (Exline & Levi, 1962)
- F. ululans (O. Pickard-Cambridge, 1880)
- F. vadoensis (González & Carmen, 1996)
- F. woytkowskii (Exline & Levi, 1962)
- F. xiphias (Thorell, 1887)
- F. yacuiensis (González & Carmen, 1996)
- F. yutoensis (González & Carmen, 1996)